# Alexis Daligé de Fontenay
Jean-Baptiste Léonard Alexis Daligé de Fontenay né à Paris le 29 avril 1813 et mort dans la même ville le 28 novembre 1892 est un peintre français.

## Biographie

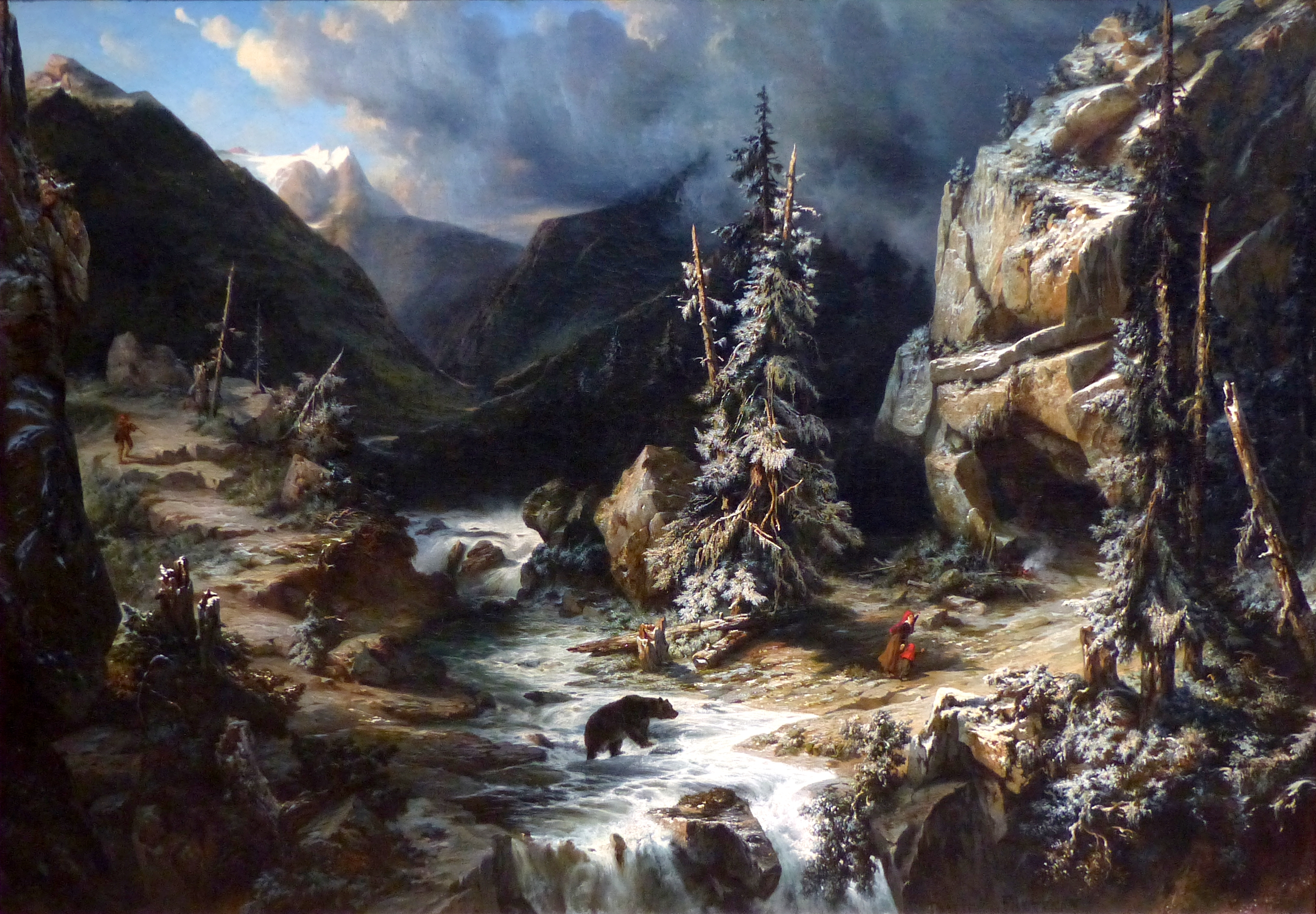
Vue prise sur le chemin de la Maladetta (1843), musée des Beaux-Arts de Marseille.

Élève de Louis Hersent et de Claude-Henri Watelet, Alexis Daligé de Fontenay tire de ses nombreux voyages à travers la France un nombre important de paysages. 
Il participe régulièrement au Salon dès 1833 et est un des membres fondateurs de l'Association Taylor.
En 1844, il participe à un voyage visant au développement des exploitations minières aux Antilles françaises, auquel il est convié au titre de peintre paysagiste. Il en résulte une production de plusieurs tableaux représentant la Guadeloupe et la Martinique.

## Œuvres dans les collections publiques
- Bayeux, musée d'Art et d'Histoire Baron-Gérard : Vue prise dans la vallée de la Toucques.
- La Réunion, musée Léon-Dierx : Le Sommet de la soufrière de la Guadeloupe, côté nord.
- La Rochelle, musée du Nouveau Monde : Une sucrerie aux Antilles, vers 1847, huile sur toile[2].
- Laval, musée des Beaux-Arts : La Montée du flot entre le Havre et Honfleur.
- Lisieux, musée d'Art et d'Histoire : Les Ruines du château Gaillard et les bords de la Seine aux Andelys.
- Marseille, musée des Beaux-Arts : Vue prise sur le chemin de la Maladetta, 1843.
- Périgueux, musée d'Art et d'Archéologie du Périgord : Vue de l'église de Saint-Bernard-de-Comminges.
- Rueil-Malmaison, musée national des châteaux de Malmaison et de Bois Préau : Maison natale de Napoléon Ier à Ajaccio, vers 1849[3].
- Saint-Quentin, musée Antoine-Lécuyer : Vue du château d'Unspunnen (Suisse).